# Piotr Chrapkowski
Piotr Chrapkowski (* 24. März 1988 in Kartuzy, Polen) ist ein ehemaliger Handballspieler.
Der 2,03 Meter große linke Rückraumspieler spielte anfangs bei AZS AWFiS Gdańsk und Cartusia Kartuzy. Ab 2010 stand er bei Wisła Płock unter Vertrag. Im Sommer 2013 wechselte Chrapkowski zu KS Kielce, mit dem er 2014, 2015, 2016 und 2017 die Meisterschaft, 2014, 2015, 2016 und 2017 den polnischen Pokal sowie 2016 die EHF Champions League gewann.
Ab dem Sommer 2017/18 lief er für den deutschen Bundesligisten SC Magdeburg auf. Mit Magdeburg gewann er 2021 die EHF European League und den IHF Super Globe sowie 2022 die deutsche Meisterschaft. 2022 verteidigte er mit dem SCM den Titel beim IHF Super Globe 2022. Mit dem SCM gewann er die EHF Champions League 2022/23 im Finale gegen KS Kielce mit 30:29 nach Verlängerung. Nachdem er den Verein zum Ende der Saison 2022/23 verlassen hatte, verkündete der SCM am 18. Juli 2023, dass Chrapkowski eine weitere Saison bleiben werde. Beim IHF Super Globe 2023 gewann er zum dritten Mal in Folge die Klub-Weltmeisterschaft. 2024 gewann er mit dem SCM den DHB-Pokal und die Meisterschaft. Nach der Saison 2023/24 beendete er seine Karriere.
Für die polnische Nationalmannschaft bestritt Piotr Chrapkowski 148 Länderspiele, in denen er 175 Tore warf. Er nahm an den Europameisterschaften 2014, 2016, 2020 und 2022 sowie an den Weltmeisterschaften 2015, bei der Polen Bronze gewann, 2017, 2021 und 2023 teil.
Chrapkowski ist verheiratet und hat drei Kinder.